# Entidad municipal descentralizada
Entidad Municipal Descentralizada (EMD), en catalán original Entitat Municipal Descentralitzada, es el nombre que recibe en Cataluña la entidad local menor, consistente en uno o más núcleos de población sin ayuntamiento propio que se rigen conjuntamente por una junta de vecinos, al frente de la cual hay un presidente. 
Normalmente, las EMD corresponden a antiguos municipios que de este modo recuperan una parte de su autonomía perdida o a núcleos de población con la suficiente entidad dentro de municipios extensos con varias localidades. Estos «casi-ayuntamientos» se rigen por la Ley Municipal y de Régimen Local de Cataluña (Ley 8/1987, de 15 de abril) y tienen su precedente en las antiguas entidades locales menores, como todavía se denominan estas entidades en la Comunidad Valenciana, las Islas Baleares y en general en el conjunto de España, donde tienen unas competencias y atribuciones parecidas. 
Se pueden constituir a demanda del núcleo de población que aspira a convertirse en EMD, a petición del mismo ayuntamiento o por acuerdo de la Generalidad de Cataluña. Las EMD tienen competencia sobre: 
- La vigilancia de los bienes de uso público y de los bienes comunes.
- La conservación y administración de su patrimonio, incluyendo el forestal, y la regulación del aprovechamiento de sus bienes comunes.
- El alumbrado público y la limpieza viaria.
- La ejecución de obras y la prestación de servicios de competencia municipal de interés exclusivo de la entidad, cuando no vayan a cargo del municipio o de la comarca respectivos.
- La ordenación del tránsito de vehículos y de personas dentro su ámbito.
- La conservación y el mantenimiento de los parques y jardines y del patrimonio histórico y artístico de su ámbito.
- Las actividades culturales y deportivas directamente vinculadas a la entidad.

## Lista exhaustiva
Al lado del nombre de la entidad se especifica el municipio al que pertenece y la comarca.

## A
- Ainet de Besan (Alins, Pallars Sobirá)
- Arànser (Lles, Cerdaña)
- Araós (Alíns, Pallars Sobirá)
- Arcavell i la Farga de Moles (Valles del Valira, Alto Urgel)
- Arestuy (Llavorsí, Pallars Sobirá)
- Àreu (Alíns, Pallars Sobirá)
- Arró (Las Bordas, Valle de Arán)
- Arrós y Vila (Viella y Medio Arán, Valle de Arán)
- Ars (Valles del Valira, Alto Urgel)
- Arties y Garós (Alto Arán, Valle de Arán)
- Asnurri (Valles del Valira, Alto Urgel)
- Aubert y Betlán (Viella y Medio Arán, Valle de Arán)

## B
- Baldomar, (Artesa de Segre, Noguera)
- Bagerque (Alto Arán, Valle de Arán)
- Baqueira (Alto Arán, Valle de Arán)
- Baiasca (Llavorsí, Pallars Sobirá)
- Bellaterra (Sardañola del Vallés, Vallés Occidental)
- Bescarán (Valles del Valira, Alto Urgel)
- Betrén (Viella y Medio Arán, Valle de Arán)
- Bítem (Tortosa, Bajo Ebro)[1]

## C
- Campredó (Tortosa, Bajo Ebro)[2]
- Canalda (Odèn, Solsonés)
- Casau (Viella y Medio Arán, Valle de Arán)
- Civís (Valles del Valira, Alto Urgel)

## D
- Durro i Saraís (Valle de Bohí, Alta Ribagorza)

## E
- Escuñau y Casarill (Viella y Medio Arán, Valle de Arán)
- Espuy (Torre de Capdella, Pallars Jussá)
- Estartit (Torroella de Montgrí, Bajo Ampurdán)[3]

## F
- Fontllonga i Ametlla (Camarasa, Noguera)

## G
- Gausach (Viella y Medio Arán, Valle de Arán)
- Gerb (Os de Balaguer, Noguera)
- Gesa (Alto Arán, Valle de Arán)
- Guardia de Arés (Valls d'Aguilar, Alto Urgel)

## I
- Isil i Alós (Alto Aneu, Pallars Sobirá)

## J
- Jesús (Tortosa, Bajo Ebro)
- Josa de Cadí (Josa Tuixen, Alto Urgel)

## M
- Manyanet (Sarroca de Bellera, Pallars Jussá)
- Montenartró (Llavorsí, Pallars Sobirá)
- Els Muntells (San Jaime de Enveija, Montsiá)

## N
- Nas (Bellver de Cerdaña, Cerdaña)

## O
- Olià (Bellver de Cerdaña, Cerdaña)
- Os de Civís (Valles del Valira, Alto Urgel)

## P
- Pi (Bellver de Cerdaña, Cerdaña)
- Picamoixons (Valls, Alto Campo)
- el Pla de la Font (Gimenells i el Pla de la Font, Segriá)

## R
- Raimat (Lérida, Segriá)
- Rocallaura (Vallbona de las Monjas, Urgel)

## S
- San Martín de Torruella (San Juan de Torruella, Bages)
- San Juan Fumat (Valles del Valira, Alto Urgel)
- Sant Miquel de Balenyà (Seva, Osona)[4]
- Santa Eugenia de Nerellá (Bellver de Cerdaña, Cerdaña)
- Santa María de Meyá (Vilanova de Meyá, Noguera)
- Seana (Bellpuig, Urgel)
- Selluy (Bajo Pallars, Pallars Sobirá)
- Senet (Vilaller, Alta Ribagorza)
- La Serra d'Almos (Tivisa, Ribera de Ebro)
- Sorpe (Alto Aneu, Pallars Sobirá)
- Sossís (Conca de Dalt, Pallars Jussá)
- Sucs (Lérida, Segriá)

## T
- Talladell (Tárrega, Urgel)
- Tahús (Valls d'Aguilar, Alto Urgel)
- Tornafort (Soriguera, Pallars Sobirá)

## U
- Uña (Alto Arán, Valle de Arán)

## V
- Valldoreix (San Cugat del Vallés, Vallés Occidental)
- Vila i Vall de Castellbò (Montferrer Castellbó, Alto Urgel)
- Vilach (Viella y Medio Arán, Valle de Arán)
- Vilamitjana (Tremp, Pallars Jussá)
- Víllec i Estana (Montellà i Martinet, Cerdaña)